# Khoms
Pour l'impôt islamique homonyme, voir Khoms (impôt).
Khoms (arabe : الخمس) est une ville portuaire du nord-ouest de la Libye et le chef-lieu de la chabiyat d'Al Mourqoub. Elle se trouve à 120 kilomètres à l'est de Tripoli dans la région historique de la Tripolitaine.  Sa population était de 202 000 habitants en 2009.

## Histoire
Khoms a été fondée par les Turcs de l'Empire ottoman au XVIe siècle. Elle a commencé à prendre de l'importance au XIXe siècle, lorsque son port s'est mis à exporter l'alfa. Elle s'est développée pendant la période de colonisation italienne (1911-1943).
Le site archéologique de Leptis Magna se trouve à un peu plus de trois kilomètres de la ville.

## Économie
Aujourd'hui son port se tourne vers la pêche au thon, l'exportation des dattes et de l'huile d'olive. Khoms est connu aussi pour ses fabriques de savon. Le tourisme était pendant les périodes de stabilité du pays une activité importante grâce au site de Leptis Magna, inscrit au patrimoine mondial en 1982.

## Guerre civile libyenne
La ville s'est soulevée pendant la révolte libyenne de 2011.

### Evènements tragiques
Une soixantaine de migrants meurent noyés au large de la ville en juillet 2021.

## Personnalités
Khoms est la ville natale du peintre Mario Schifano (1934-1998) de la mouvance d'Andy Warhol.